# Kriegerdenkmale im Kurpark Bad Kösen

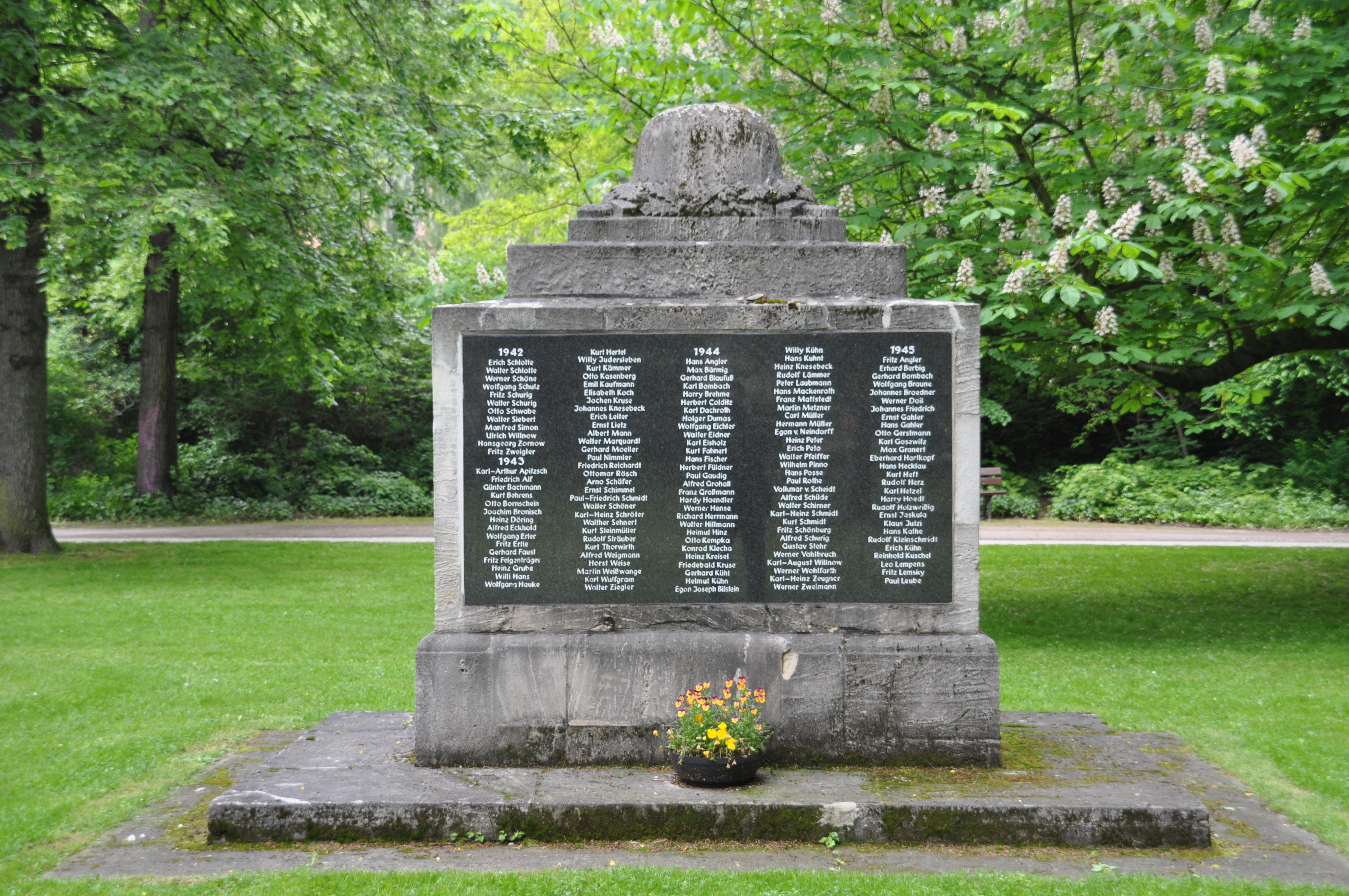
Kriegerdenkmal Bad Kösen, Längsseite

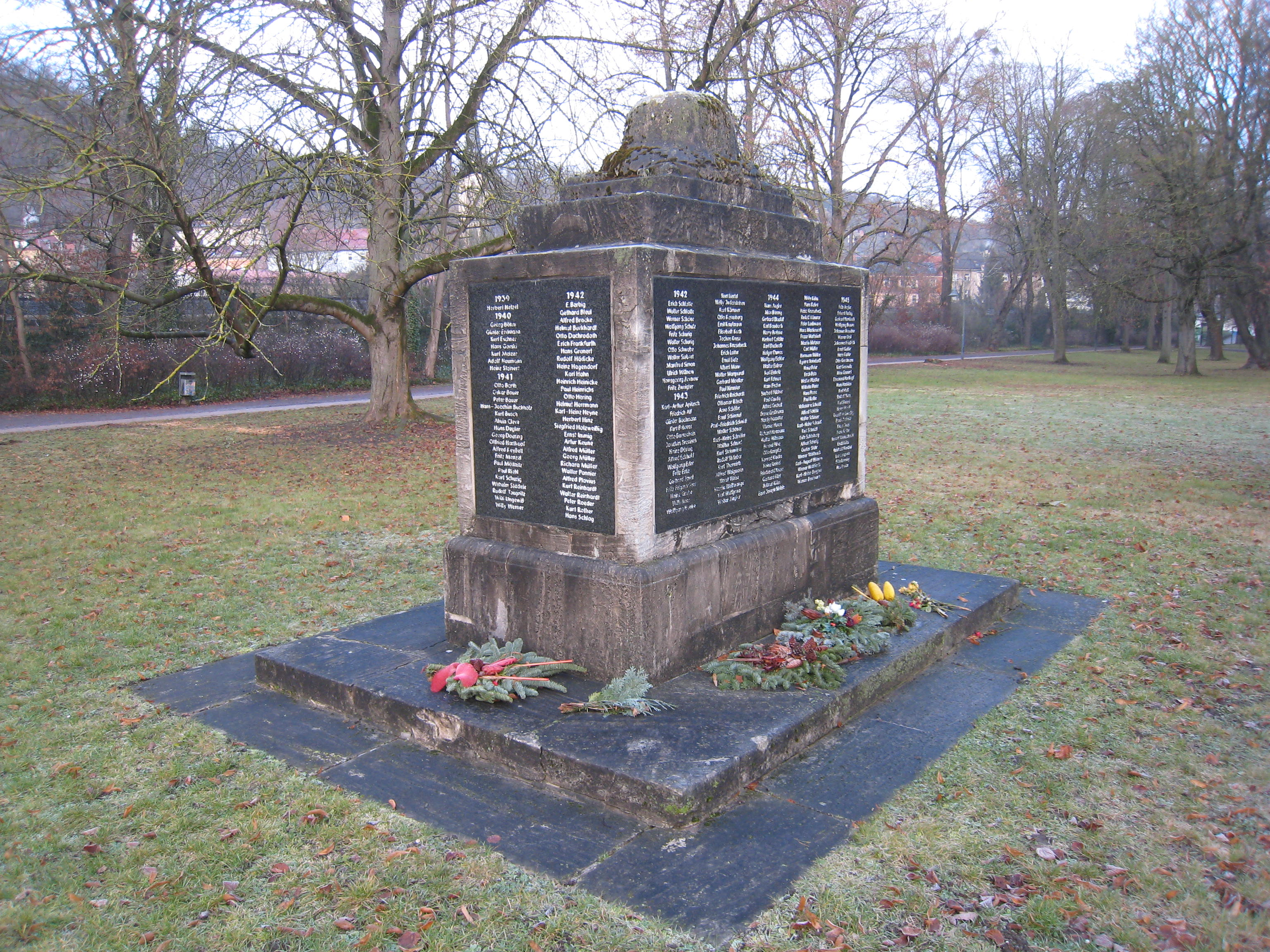
Kriegerdenkmal im Kurpark Bad Kösen

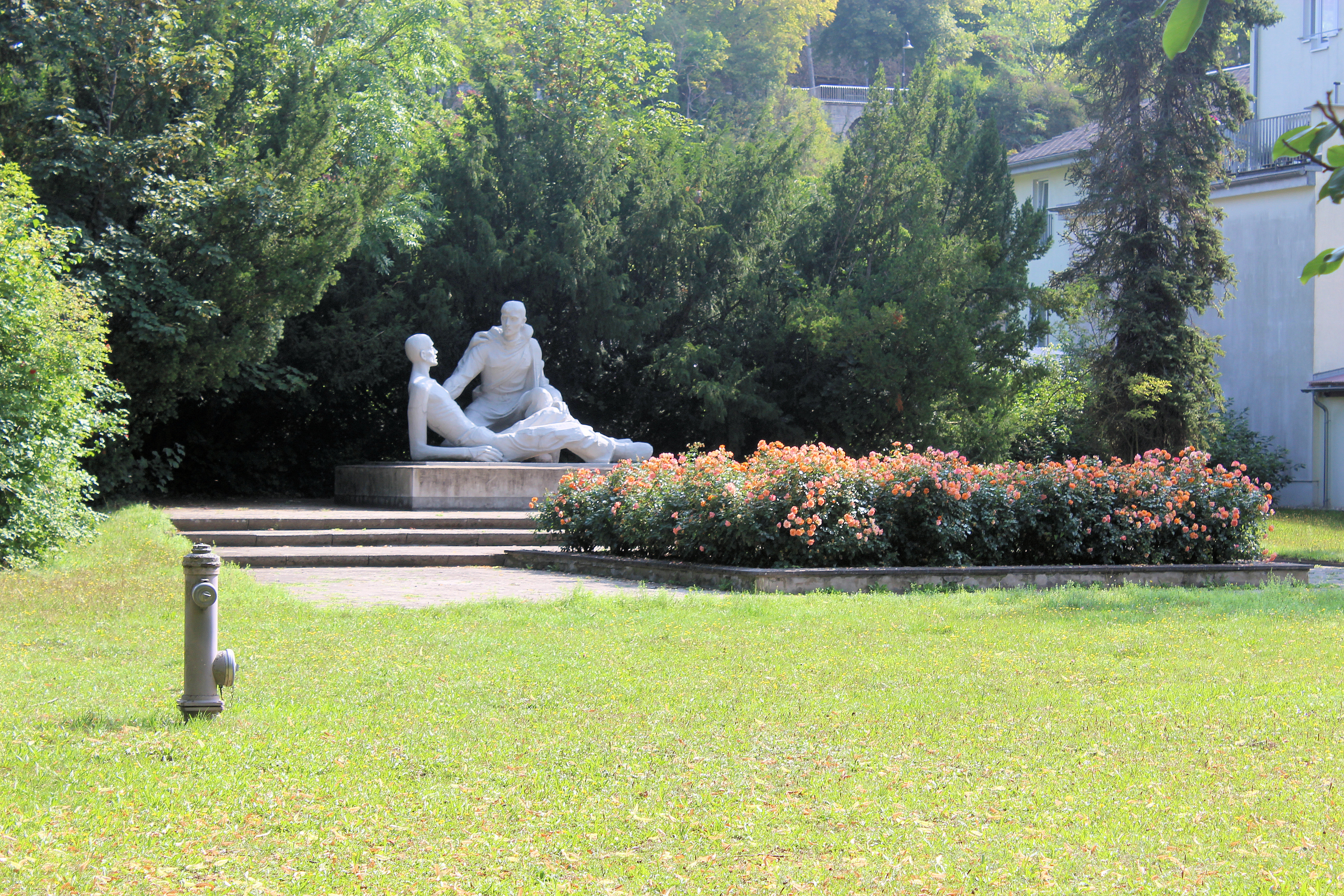
Kriegerdenkmal der Roten Armee

Im Kurpark von Bad Kösen, einem Ortsteil von Naumburg (Saale) befinden sich zwei Kriegerdenkmale. Das eine erinnert heute an die deutschen Gefallenen des Ersten und Zweiten Weltkrieges sowie an die an den Folgen der Kriegsteilnahme Verstorbenen, das andere ist vermutlich der Roten Armee gewidmet.

## Denkmal Weltkriege
Bereits kurz nach dem Ersten Weltkrieg gab es Bestrebungen zur Errichtung eines Kriegerdenkmals. Am 15. Oktober 1921 fand ein Benefizkonzert für die Finanzierung des Gefallenendenkmals statt. Engagiert wurde der Architekt August Pfisterer von den Saalecker Werkstätten. Errichtet wurde es im Jahr 1924 in Tumba-Form. Der monumentale Sarkophag wird von einem abgelegten, übergroßen und eichenlaubbekränzten Stahlhelm bekrönt. Vier schwarze Granittafeln benennen 379 Namen der Gefallenen und Vermissten des Ersten und Zweiten Weltkrieges sowie die Namen der an Kriegsfolgen nach Kriegsende Umgekommenen, Vermissten oder der in Kriegsgefangenschaft Umgekommenen. Sie sind auf allen vier Seiten in das Denkmal eingelassen. Eine Künstlersignatur besitzt das Monument nicht.

## Sowjetisches Ehrenmal
Das Ehrenmal der Roten Armee stellt einen knieenden sowjetischen Soldaten dar, der einem ausgemergelten Mann aufhilft. Anders als bei dem Kriegerdenkmal für die deutschen Soldaten sind keine Namen genannt. Seine ursprüngliche Bedeutung ist daher nicht eindeutig geklärt. Die Plastik schuf Hans Eickworth. Die Gedenkstätte wurde am 8. Mai 1975 als Ehrenmal für die Opfer des Faschismus eingeweiht. Das Denkmalverzeichnis nennt sie hingegen Sowjetisches Ehrenmal. Die Figurengruppe auf dem Sockel aus Kalkstein wurde in der heutigen Gestalt aus Kunststeinguss gefertigt. Ursprünglich bestand sie aber wohl aus Bronze und stand in dieser Form zumindest bis Anfang der 1990er Jahre dort, wie eine Aufnahme von Dieter Schumacher aus dem Jahr 1991 belegt. Nach Beschädigungen an der liegenden Figur wurde das Ehrenmal um das Jahr 2010 saniert. Es wird als Mahnmal für die Opfer des Zweiten Weltkrieges genutzt.

## Denkmalschutz
Beide Denkmale sind in der Denkmalliste der Stadt Naumburg verzeichnet. Das Denkmal von 1975 wird darin ebenfalls als Ehrenmal bezeichnet. Im Denkmalverzeichnis von Sachsen-Anhalt ist das Ehrenmal als Baudenkmal mit der Erfassungsnummer 094 83211 eingetragen, das Kriegerdenkmal mit der Nummer 094 83212.
Eine weitere Gruppe von Kriegerdenkmalen in Bad Kösen sind die Denkmäler bei der Rudelsburg. Diese beziehen sich allerdings ausschließlich auf Corpsstudenten.